# Flatoides concisa
Flatoides concisa är en insektsart som först beskrevs av Metcalf 1923.  Flatoides concisa ingår i släktet Flatoides och familjen Flatidae. Inga underarter finns listade i Catalogue of Life.